# Slottsbacken
Slottsbacken er en gade i Gamla stan den gamle del af det centrale Stockholm, Sverige.
Den går fra Storkyrkan og Stockholms Slot ned mod Skeppsbron, hvor den løber ned til vandet i den østlige kant af Gamla stan. I den vestlige endeleder strædet Källargränd mod syd Stortorget, mens Storkyrkobrinken løber videre fra Slottsbacken mod vest forbi Storkyrkan og Högvaktsterrassen, ned til Riddarhustorget. På sydsiden af Slottsbacken ligger tre stræder der giver adgang til resten af Gamla stan; på hver side af Tessins Palads findes Finska Kyrkogränd og Bollhusgränd, mens Österlånggatan begynder længst mod øst.